# Irysy (obrazy Vincenta van Gogha)
Irysy (niderl. Irissen) – obraz namalowany przez holenderskiego malarza Vincenta van Gogha w 1889 roku, podczas jego pobytu w szpitalu psychiatrycznym w Saint-Rémy-de-Provence.
Obraz charakteryzuje się brakiem napięcia cechującego ostatnie dzieła Van Gogha przed jego samobójczą śmiercią w 1890 roku. Irysy, podobnie jak spora część ówczesnych obrazów, były inspirowane japońską sztuką malarską Ukiyo-e.
Za namową brata, Theo, Vincent van Gogh wystawił swój obraz na wystawie Salonu Niezależnych w Paryżu we wrześniu 1889. Na tej samej wystawie zostało pokazane także inne dzieło Van Gogha – obraz Gwiaździsta noc nad Rodanem.

## Historia własności obrazu
Pierwszym właścicielem obrazu był krytyk sztuki, anarchista, jeden z pierwszych fanów Van Gogha, Octave Mirbeau, który zakupił Irysy za 300 franków.
W 1987 obraz został kupiony za 53,9 mln dolarów dla australijskiego przedsiębiorcy Alana Bonda, który jednak nie miał wystarczającej kwoty na zakup. W 1990 roku Irysy zostały ostatecznie odsprzedane J. Paul Getty Museum w Los Angeles.